# Jarno Meijer
Jarno Meijer (14 november 1978), is een Nederlands voormalig langebaanschaatser.

## Biografie
Geïnspireerd door vader Piet Meijer (Nederlands schaatskernploeglid van 1964-1967) begon Jarno rond zijn 8e jaar met schaatsen. Hij klom in zijn juniorentijd via de Baanselectie van Amsterdam op tot de Gewestelijke selectie van Noord-Holland/ Utrecht. Vanuit het gewest groeide hij door naar de KNSB Regiotop en de KNSB Kernploeg.
In 2001-2002 brak Meijer nationaal door met een derde plaats op de 10. 000 meter op de NK afstanden en een derde plaats op het NK Allround. Dat jaar scherpte hij in Collalbo het Wereldrecord 3000 meter Outdoor van Gianni Romme (3.54.41) aan tot 3.53.90. Aan het eind van dat seizoen liep hij een hernia op. Toen hij terugkeerde kreeg hij een plaatsje in de KNSB-ploeg Opleiding Langebaan. Meijer schaatste in seizoen 2004-2005 bij het commerciële team VPZ. In het seizoen 2005-2006 maakte hij de overstap naar de KNSB Regiotop-plus onder leiding van Aart van der Wulp (Annemarie Thomas, Frouke Oonk, Marieke Wijsman, Els Murris, Sandra 't Hart, Mireille Reitsma en Eelco Bakermans). Via een jeugdvriend van de Jaap Edenbaan de sportmarketeer Michiel Wienese die werkzaam was bij APPM projectmanagement, kreeg Meijer een vaste sponsor die vanaf 2006 tot einde sportcarrière in hem zou gaan geloven.  APPM was in 2006-2007 zijn privésponsor. In dat seizoen behaalde hij op het NK Allround een podiumplek op de 1500 meter achter Rhian Ket en Mark Tuitert. In 2006-2007 zette Meijer met zijn privésponsor Team APPM op. Een jaar later werd Johan de Wit daar coach. In 2008 maakte hij televisiereclame voor Peijnenburg Koek.
Nadat Meijer in 2009 stopte met schaatsen, werd hij technisch manager van schaatsploeg 1nP, Team 1nP waar grote talenten hun opstap naar de grotere profploegen hebben gemaakt zoals Irene Schouten en Hein Otterspeer. Dit bleef hij tot maart 2012..
Meijer studeerde van 2004 tot en met 2009 werk- & organisatorische psychologie, van 2008 tot en met 2012 wetenschapsfilosofie en van 2009 tot en met 2012 sociale & organisatorische psychologie aan de Rijksuniversiteit Groningen.

## Persoonlijke records
| Afstand     | Tijd     | Datum         | Baan    |
| ----------- | -------- | ------------- | ------- |
| 500 meter   | 37,04    | 21 maart 2006 | Calgary |
| 1000 meter  | 1.11,45  | 22 maart 2003 | Calgary |
| 1500 meter  | 1.47,27  | 20 maart 2003 | Calgary |
| 3000 meter  | 3.45,38  | 16 maart 2001 | Calgary |
| 5000 meter  | 6.32,32  | 19 maart 2003 | Calgary |
| 10000 meter | 13.48,20 | 20 maart 2003 | Calgary |

### Wereldrecords
| Nr. | Afstand            | Tijd    | Datum           | Baan                   |
| --- | ------------------ | ------- | --------------- | ---------------------- |
| 1   | 3000 meter Outdoor | 3.53,90 | 13 januari 2002 | Arena Ritten/ Collalbo |

## Resultaten
| jaar | NK Afstanden                          | NK Allround | Wereld beker        |
| ---- | ------------------------------------- | ----------- | ------------------- |
| 1999 | 21e 1500m 19e 5000m                   | 11e         |                     |
| 2000 | 17e 500m 11e 1000m 8e 5000m 7e 10000m | 14e         |                     |
| 2001 | 15e 5000m 8e 10000m                   | 12e         |                     |
| 2002 | 8e 1500m · 9e 5000m · 10000m          | Brons       | 43e 1500m 34e 5000m |
| 2003 | 25e 1500m 16e 5000m                   | 16e         |                     |
| 2004 | 17e 1500m 16e 5000m                   | 15e         |                     |
| 2005 | 20e 1500m                             | 20e         |                     |
| 2006 | 13e 1500m 18e 5000m                   | 6e          |                     |
| 2007 | 23e 1500m                             | dns         |                     |
| 2008 | 20e 1500m                             | 19e         |                     |
| 2009 | val 1500m                             | -           |                     |

### Medaillespiegel
| Kampioenschap                      | Goud · | Zilver · | Brons · |
| ---------------------------------- | ------ | -------- | ------- |
| NK Afstanden                       | 0      | 0        | 1       |
| NK Allround Klassement             | 0      | 0        | 1       |
| NK Allround Afstanden              | 0      | 0        | 2       |
| NK Allround Neo Senioren           | 0      | 0        | 1       |
| NK Allround Neo Senioren Afstanden | 0      | 1        | 2       |
| Totaal                             | 0      | 1        | 7       |